# 岩舟町静和
岩舟町静和（いわふねまちしずわ）は、栃木県栃木市の大字。郵便番号は329-4304。

## 地理
栃木市岩舟地域の東部、静和地区の中央部に位置し、北東部で市内大平地域と接している。
南部を国道50号（岩舟小山バイパス）、中央部を栃木県道36号岩舟小山線（旧・国道50号）・栃木県道160号和泉間々田線、北部を栃木県道11号栃木藤岡線（藤岡街道・和泉バイパス）がそれぞれ通過する。また、東武日光線が地区の中心を通過し静和駅があり、駅前から栃木県道11号栃木藤岡線・栃木県道36号岩舟小山線・栃木県道67号桐生岩舟線和泉交差点へかけて商店街・住宅街がひろがる。国道50号・栃木県道11号栃木藤岡線は交通量が激しいことから、いずれもバイパス化が完了している。
隣接する地区
- 東 - 大平町新、岩舟町静戸
- 西 - 岩舟町和泉、岩舟町静
- 南 - 岩舟町曲ケ島
- 北 - 大平町富田

河川
- 静和川

## 歴史
沿革
- 1889年（明治22年）4月1日 - 町村制施行により、栃木県下都賀郡三和村が同郡和泉村、静戸村、五十畑村、曲ヶ島村と合併し静和村が成立、静和村大字三和となる。
- 1929年（昭和4年）4月1日 - 東武日光線杉戸 - 新鹿沼間の開業にともない東武和泉駅（現・静和駅）が開設される。
- 1956年（昭和31年）9月30日 - 静和村が岩舟村（旧）、小野寺村と合併し岩舟村（新）が成立、旧村名を継承し岩舟村大字静和となる[3]。
- 1962年（昭和37年）4月1日 - 岩舟村が町制施行し岩舟町が成立、岩舟町大字静和となる。
- 2014年（平成26年）4月5日 - 栃木市が岩舟町を編入し、栃木市岩舟町静和となる。

## 世帯数と人口
2017年（平成29年）8月31日現在の世帯数と人口は以下の通りである。
| 大字       | 世帯数  | 人口    |
| ---------- | ------- | ------- |
| 岩舟町静和 | 896世帯 | 2,306人 |

### 人口の変遷
総数 [戸数または世帯数：  、人口：  ]
| 1982年（昭和57年） | 528世帯 2,010人 |
| 2011年（平成23年） | 849世帯 2,411人 |
| 2017年（平成29年） | 897世帯 2,327人 |

## 施設
- 栃木市立静和小学校
- 栃木市立静和保育所
- 静和寺幼稚園
- 栃木市役場水道庁舎
- 栃木市役場静和連絡所

## 交通
鉄道
- ■東武鉄道日光線
  - 静和駅

路線バス

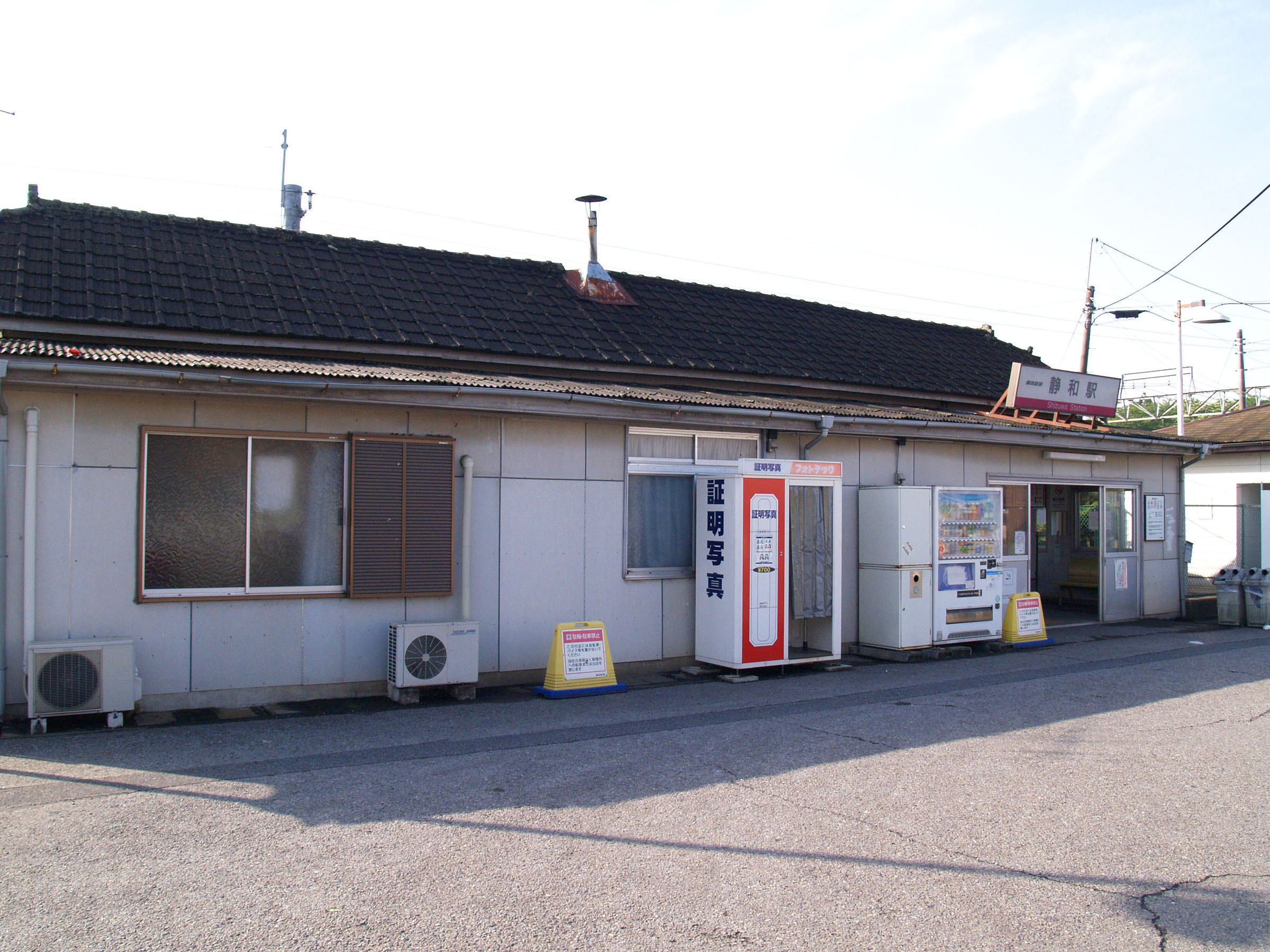
東武静和駅

- ふれあいバス藤岡線（栃木駅 - 川連 - 富田 - 和泉 - 藤岡 - 三鴨・谷中湖）
  - 田口自動車板金前 - 朝田屋食堂前

道路
- 国道50号（岩舟小山バイパス）
- 栃木県道11号栃木藤岡線（藤岡街道・和泉バイパス）
- 栃木県道36号岩舟小山線（旧・国道50号）
- 栃木県道130号静和停車場線（静和駅前通り）
- 栃木県道160号和泉間々田線

## 小・中学校の学区
市立小・中学校に通う場合、学区は以下の通りとなる。
| 番地 | 小学校             | 中学校             |
| ---- | ------------------ | ------------------ |
| 全域 | 栃木市立静和小学校 | 栃木市立岩舟中学校 |